# Beggarstaffs
Les « Beggarstaffs » ou « J. & W. Beggarstaff » est le pseudonyme utilisé par les artistes britanniques William Nicholson et James Pryde pour leur partenariat dans la réalisation de posters et autres œuvres graphiques entre 1894 et 1899.
On les a parfois désignés sous l'appellation Beggarstaff Brothers (les frères Beggarstaff), mais ils ne se sont jamais appelés ainsi eux-mêmes.

## Histoire de la collaboration

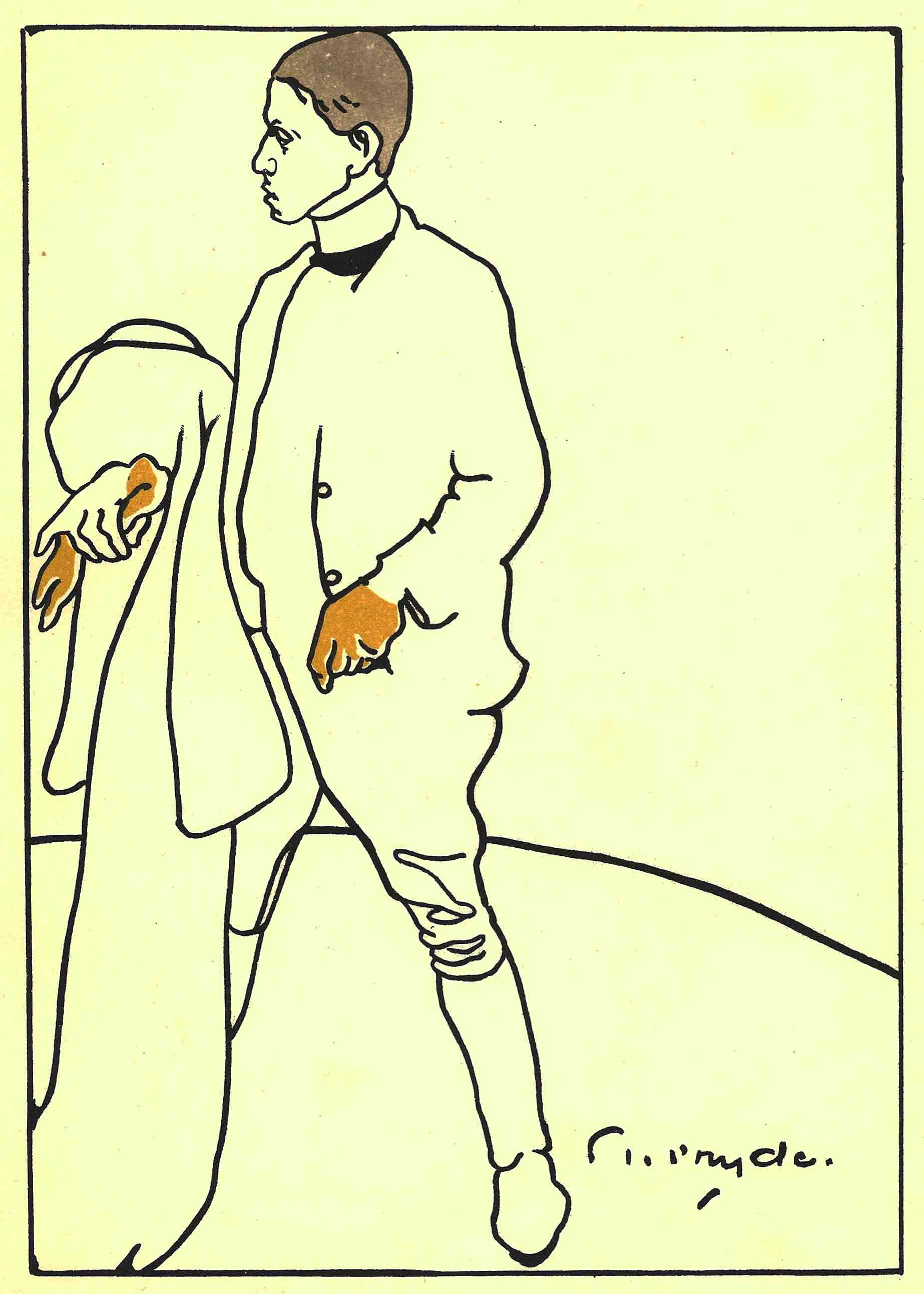
Portrait Study of W.P. Nicholson, lithographie de James Pryde représentant William Nicholson publiée dans The Studio en décembre 1897.

### Rencontre
William Nicholson a rencontré sa femme Mabel Pryde (en) vers 1888 à l'école d'art de Hubert von Herkomer, à Bushey, où ils étaient élèves. Il rencontre son grand-frère James, également artiste, à la même époque. Le 25 avril 1893, Nicholson et Pryde s'échappent et se marient en secret à Ruislip. Ils s'installent dans ce qui était un pub, le Eight Bells, à Denham (Buckinghamshire). James Pryde leur rend rapidement visite, et reste auprès d'eux un peu moins de deux ans. Plusieurs personnalités leur rendent visite, dont l'acteur Edward Gordon Craig et son épouse May, qui s'étaient eux aussi échappés et vivaient dans un cottage à Uxbridge (Hillingdon), loué à la mère de l'acteur, la célèbre actrice Ellen Terry.

### Hamletet le début de la collaboration
En été 1894, Craig se prépare à partir en tournée avec la Shakespearean Company de W.S. Hardy pour laquelle il doit interpréter le rôle d'Hamlet. Un rôle important pour lui, alors il demande à Pryde et Nicholson de dessiner et produire une affiche pour faire publicité à la production. Ce projet marque la première collaboration entre les deux artistes.
Le dessin original est en partie fait de collages, les cheveux et le costume de Hamlet de Craig sont découpés sur du papier noir ; la figure en taille réelle dans la version imprimée est dessinée au pochoir sur du papier d'emballage marron par Nicholson, avec quelques détails ajoutés à la main. On ignore où se trouve le dessin original, mais on sait qu'il a été reproduit pour quatre publications : dans le Magazine of Art de janvier 1895 (p. 117), dans La Plume du 1er octobre 1895 (p. 427), dans l'ouvrage Pictorial Posters de Charles Hiatt (1895, p. 239) et dans The Poster de février 1899 (p. 50). Aucun exemplaire de l'affiche originale servant à faire la publicité de la pièce n'est connu, mais on sait qu'elle est apparue pour avoir été publiée dans Pan en février 1896 (p. 333), avec « W.S. Hardy's Company » écrit en haut et sans signature. Une autre version, signée mais sans texte, aurait été produite et mise à la vente à destination des collectionneurs. On en trouve un exemplaire au Museum of Modern Art de New York ; cette version a été imprimée en fac-similé en 1898 à Paris par l'Imprimerie Chaix, en tant que planche no 107 des Maîtres de l'Affiche.
La dernière version de ce Hamlet est signée à la main : « J. W. Beggarstaff Denham Uxbridge ». Selon Nicholson, le pseudonyme Beggarstaff a été choisi ainsi : « Pryde et moi l'avons trouvé un jour dans une vieille étable, sur un tas de fourrage ». Le poster de Hamlet a été montré à l'International Artistic Pictorial Poster Exhibition du Royal Aquarium de Westminster en novembre 1894.
À la même époque, les Beggarstaffs dessinaient et imprimaient un poster montrant Craig dans un autre rôle pour la même tournée avec la troupe de Hardy, celui de Charles Surface dans la pièce School for Scandal de Richard Brinsley Sheridan. Il a probablement été également réalisé au pochoir sur papier brun, et n'a survécu dans aucun format ; Craig a déclaré qu'il était « absolument splendide ».

### Style et séparation
Les Beggarstaffs étaient connus pour leur nouvelle technique de collage, utilisant des bouts de papier découpés déplacés sur un panneau laissant une figure incomplète et difficile pour le spectateur à identifier. On peut l'apercevoir dans le poster pour Kassama Corn Flour, où seulement le noir et le jaune sont utilisés. Ils ont complètement ignoré la mode florale de l'art nouveau, ce qui a été à double tranchant pour eux : d'un côté, ils avaient un succès artistique d'estime, mais d'un autre, ce fut un désastre financier. L'un des posters pour lesquels ils ont perdu de l'argent a été celui de Don Quixote, fait pour la production de Sir Henry Irving au Lyceum Theatre. Il n'a jamais été imprimé parce que le client a décidé qu'« il avait une mauvaise ressemblance. » Ce genre d'incident a poussé le duo à se séparer, et chacun a fini sa carrière de son côté.

## Postérité
Une vente aux enchères record a été établie pour une œuvre des Beggarstaffs le 10 mai 2004, avec la vente de A Trip to Chinatown pour 43 700 $[réf. nécessaire].

## Œuvres

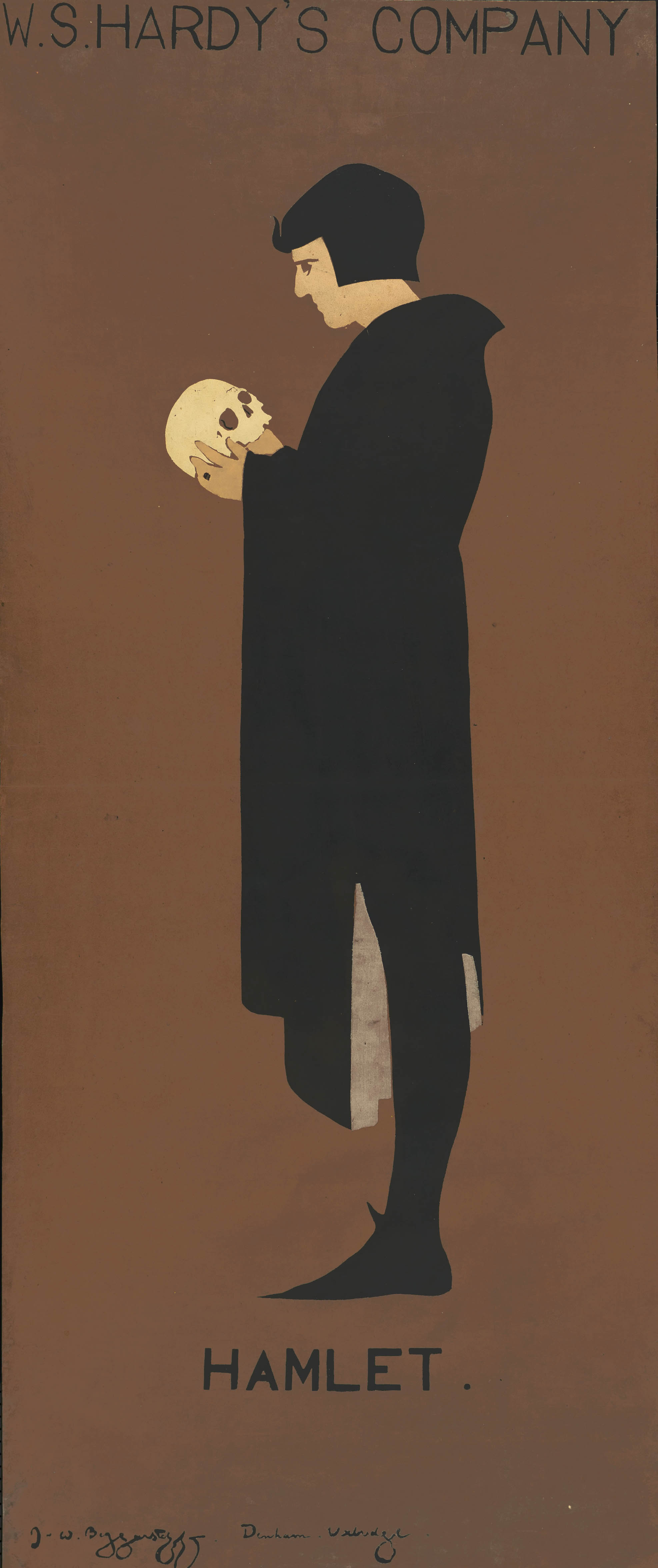
Une version du poster Hamlet. Musée des Arts et Métiers de Hambourg.

Les œuvres connues des Beggarstaffs sont, selon Campbell:
- Hamlet, poster pour W.S. Hardy Shakespeare Co., 1894 ;
- The School for Scandal, poster pour W.S. Hardy Shakespeare Co., 1894 (perdu) ;
- Becket, dessin du poster pour Henry Irving en tant que Becket, Lyceum Theatre, c. 1894 ;
- Nobody’s Washing Blue, dessin du poster, 1894 (perdu) ;
- Nobody’s Candles, dessin du poster, 1894 (perdu) ;
- Nobody’s Niggers, dessin du poster, 1894 (perdu) ;
- Nobody’s Pianos, dessin du poster, 1894 (perdu) ;
- Kassama Corn Flour, poster pour une entreprise de Glasgow, 1894 (perdu) ;
- Children Playing, panneau décoratif, 1895 ;
- Chinaman, dessin du poster, 1895 ;
- The Hour Illustrated, affiche du sommaire du magazine The Hour Illustrated, 1895 ;

The Hour Illustrated, 1894-95

- Girl Reading, dessin du poster pour Macmillan Publishers, 1895 (perdu) ;
- Don Quixote, dessin du poster pour Henry Irving, 1895[4] ;
- Roundhead, dessin du poster, 1895 (perdu) ;
- Harper’s Magazine, poster pour Harper’s New Monthly Magazine, 1895 ;
- Coachman, dessin du poster, 1895 (perdu) ;
- Cinderella, poster pour l'entreprise Artistic Supply Company, 1895 ;
- Queen Victoria, dessin du poster, 1895 ;
- Girl and Screen, dessin du poster, 1896 (perdu) ;
- Man and Map, dessin du poster, 1896 (perdu) ;
- Rowntree’s Elect Cocoa, poster pour l'entreprise H.I. Rowntree & Co., 1896[5] ;
- The Quiver, dessin du poster pour la compétition de poster The Quiver, 1897 (perdu) ;
- The Goat, panneau peint pour un pub, 1896/7 (perdu) ;
- The Black and White Gallery, panneau peint pour Louis Meyer, 1897 ou après (perdu) ;
- Girl on Horseback, peinture à l'huile, 1898 (perdue) ;
- Couverture et 10 illustrations pour l'ouvrage Tony Drum: A Cockney Boy d'Edwin Pugh, 1898[6]
- Robespierre, dessin du poster pour Henry Irving, 1899 (inédit) ;
- The Coach and Horses, panneau peint, 1900 ou après.

- Affiches publiées dans Les Maîtres de l'affiche

"Affiches
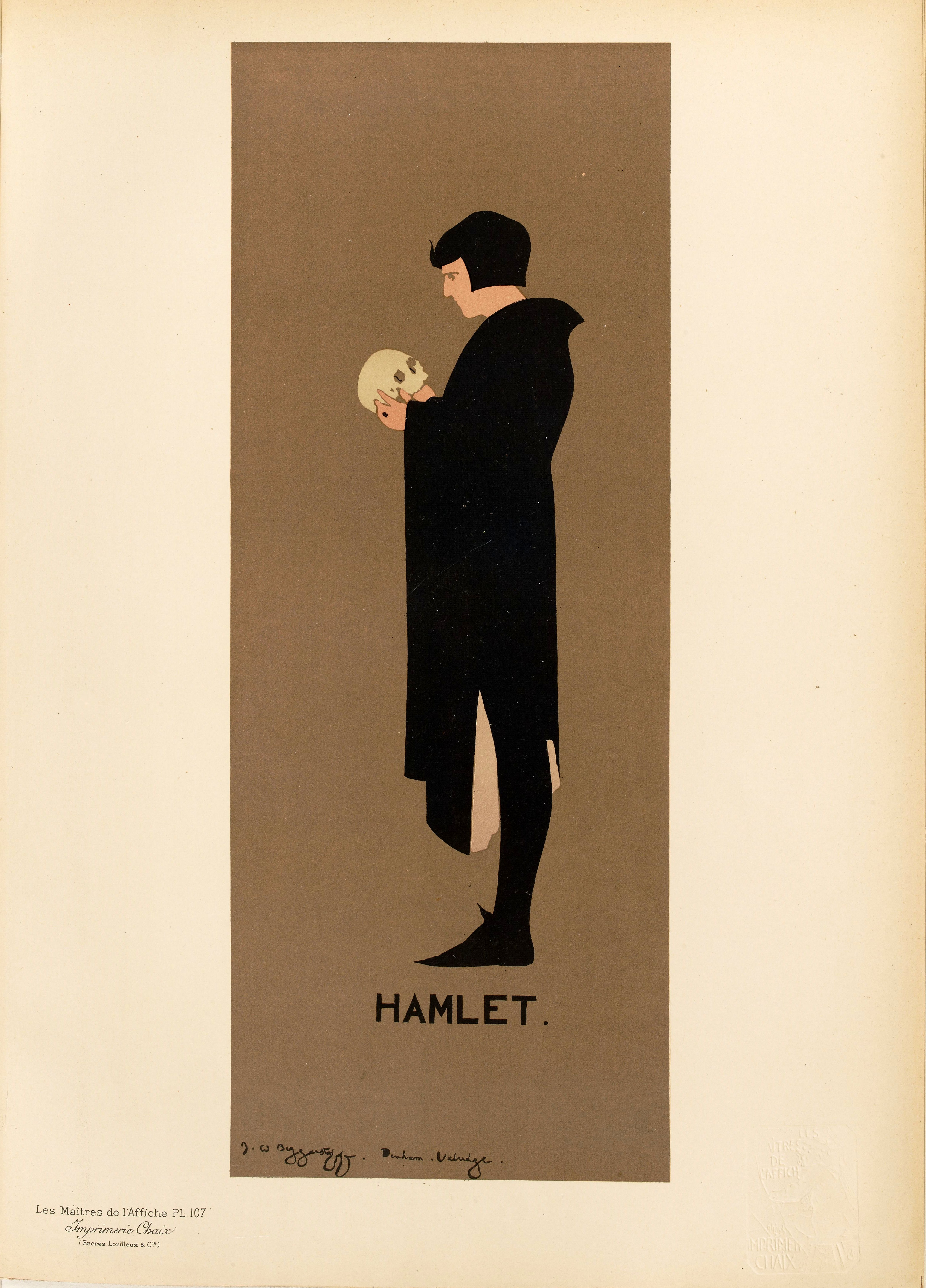
Pl 107 - Hamlet
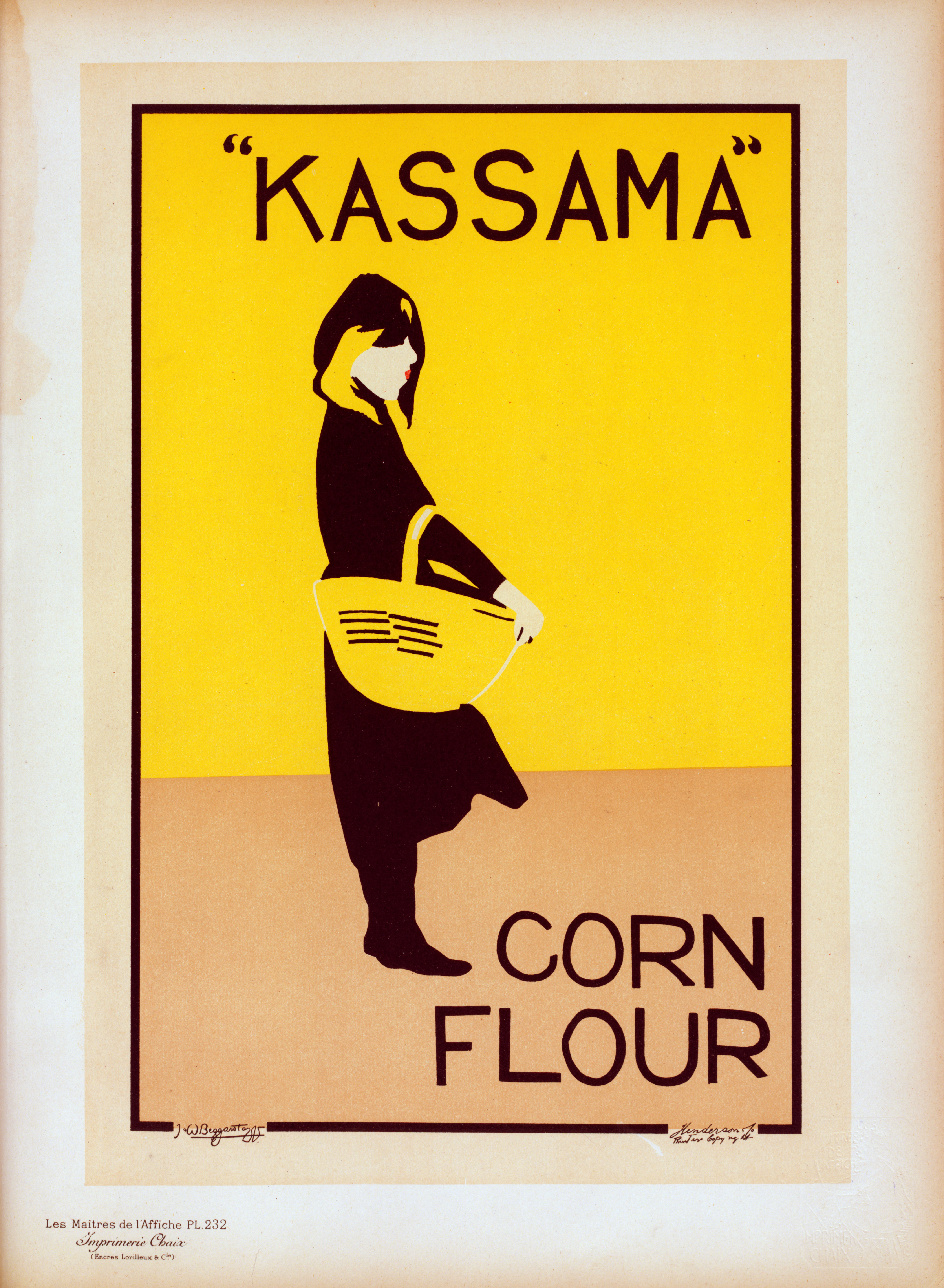
Pl 232 - Kassama Corn Flour
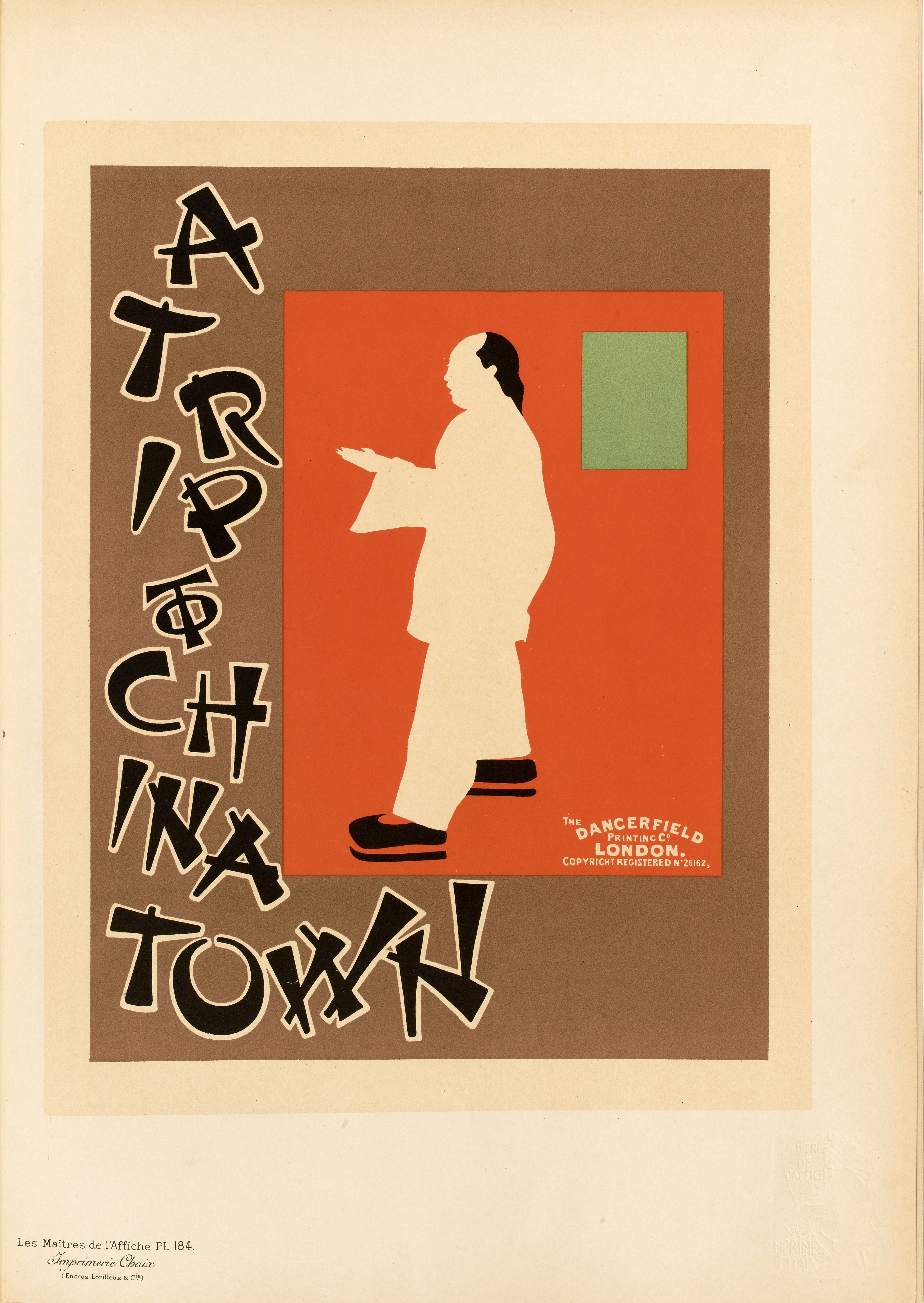
Pl 184 - Chinaman

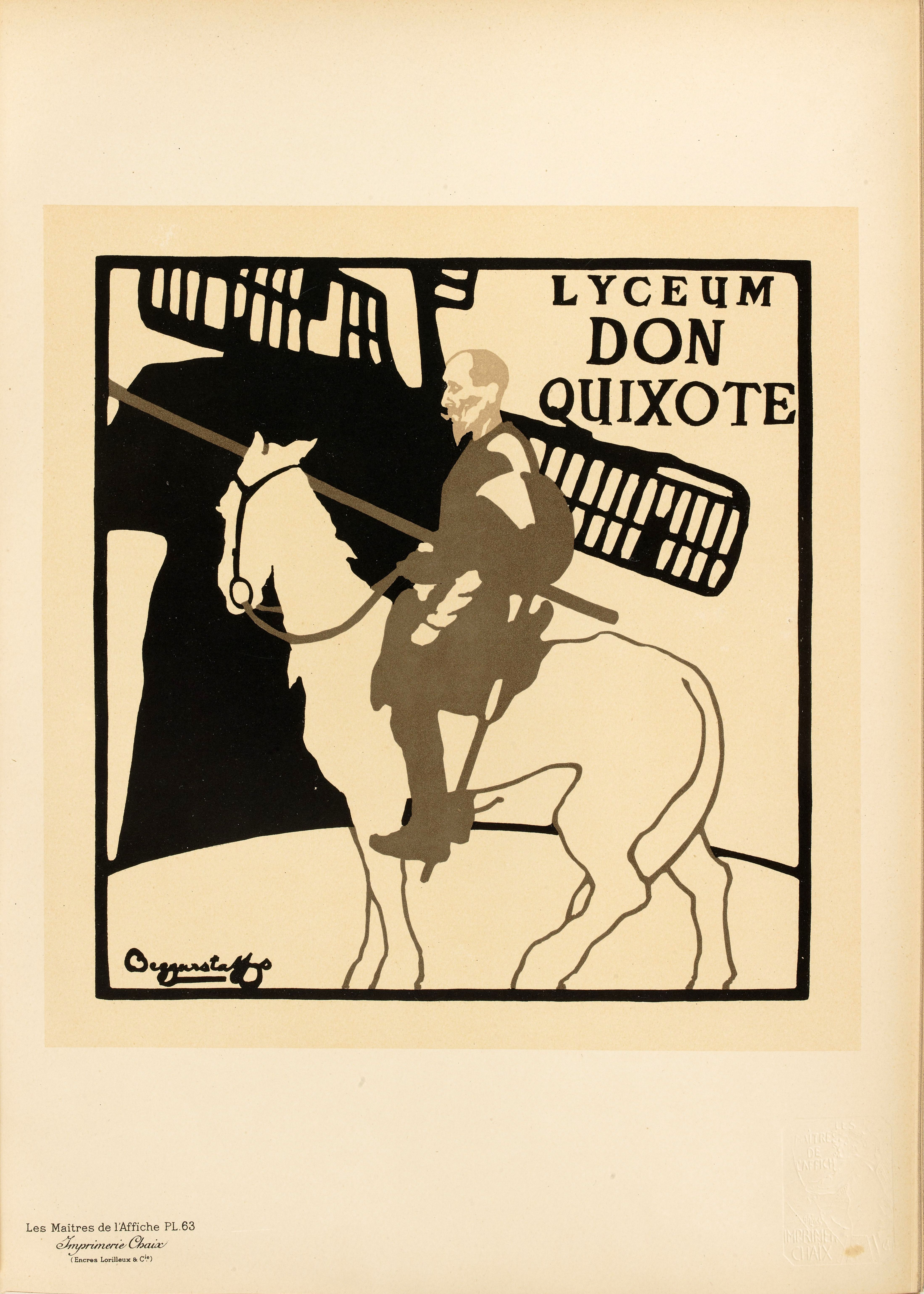
Pl 63 - Don Quixote
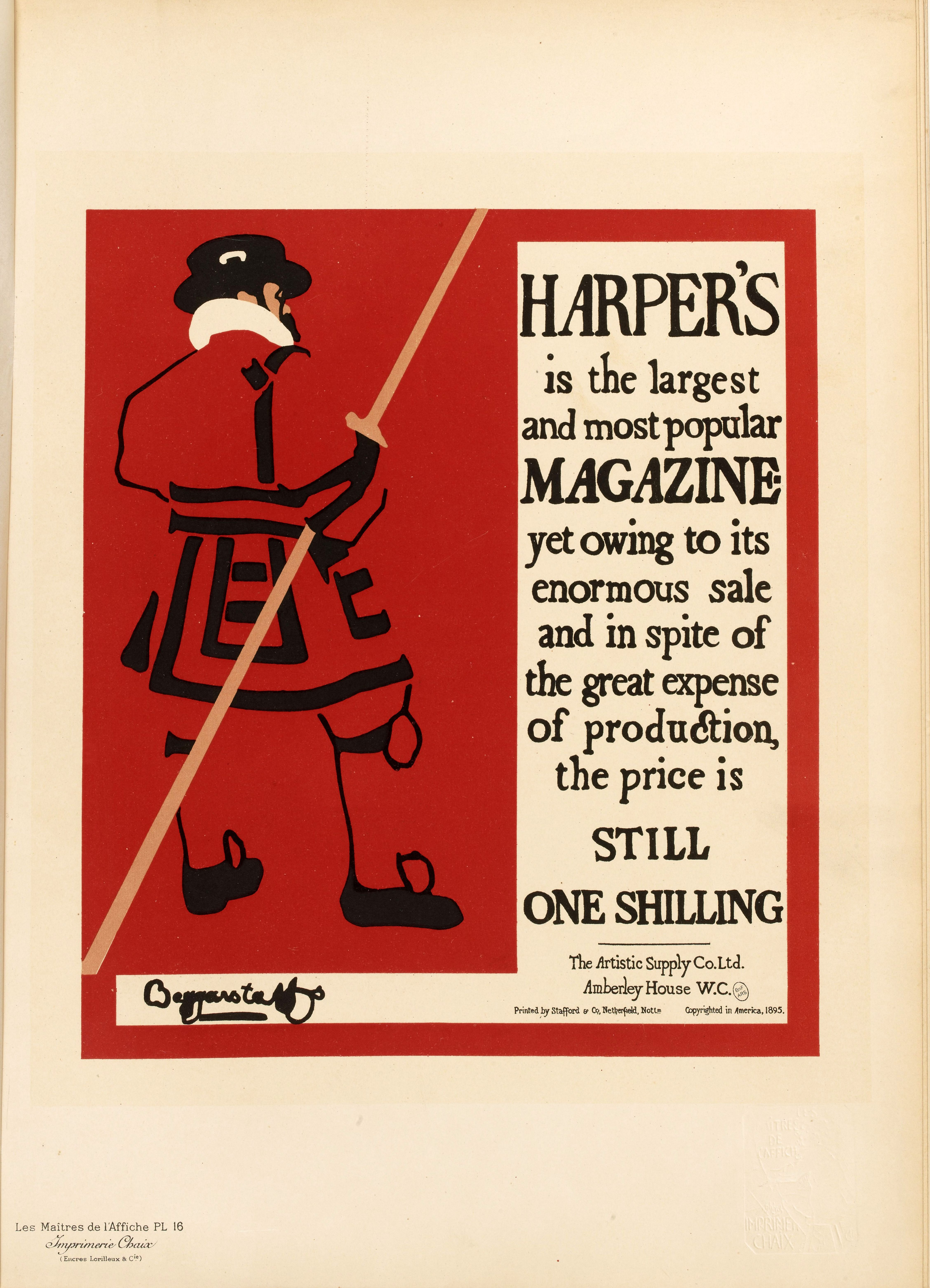
Pl 16 - Harper’s Magazine
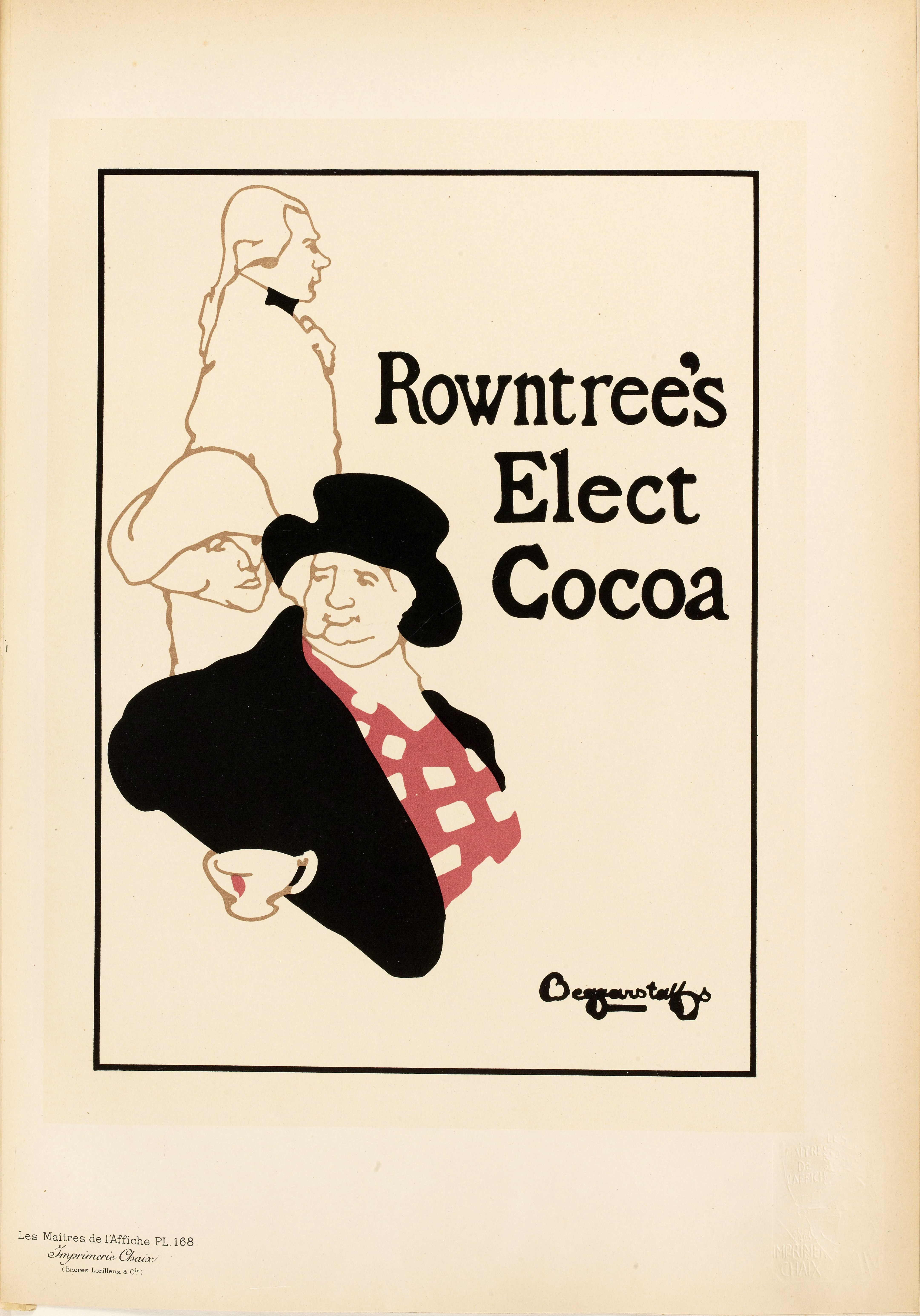
Pl 168 - Rowntree’s Elect Cocoa